# Алексеевка (Урицкий район)
Алексеевка — деревня в Урицком районе Орловской области России.
Входит в состав Городищенского сельского поселения.

## География
Расположена на юго-западе от деревни Селихово. B Алексеевке начинается просёлочная дорога, которая выходит к автомагистрали Р120.
Имеется одна улица — Садовая.

## Население
| 2010 |
| ---- |
| 52   |